# グリコサミノグリカン

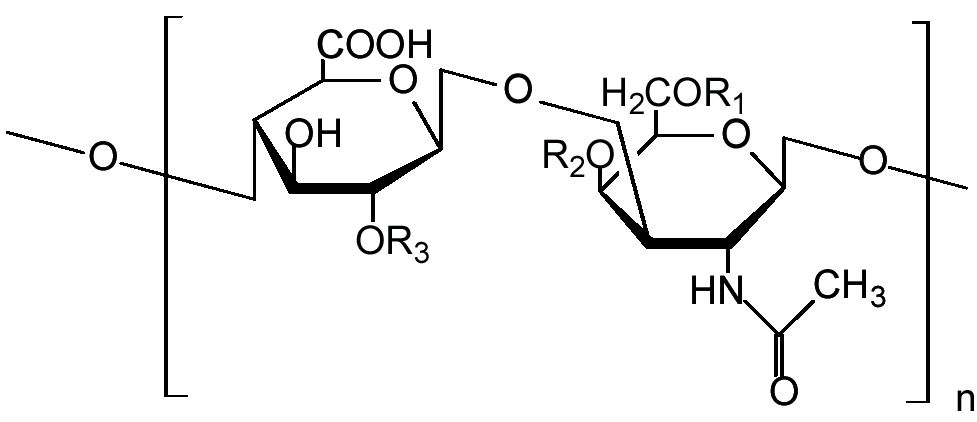
コンドロイチン硫酸

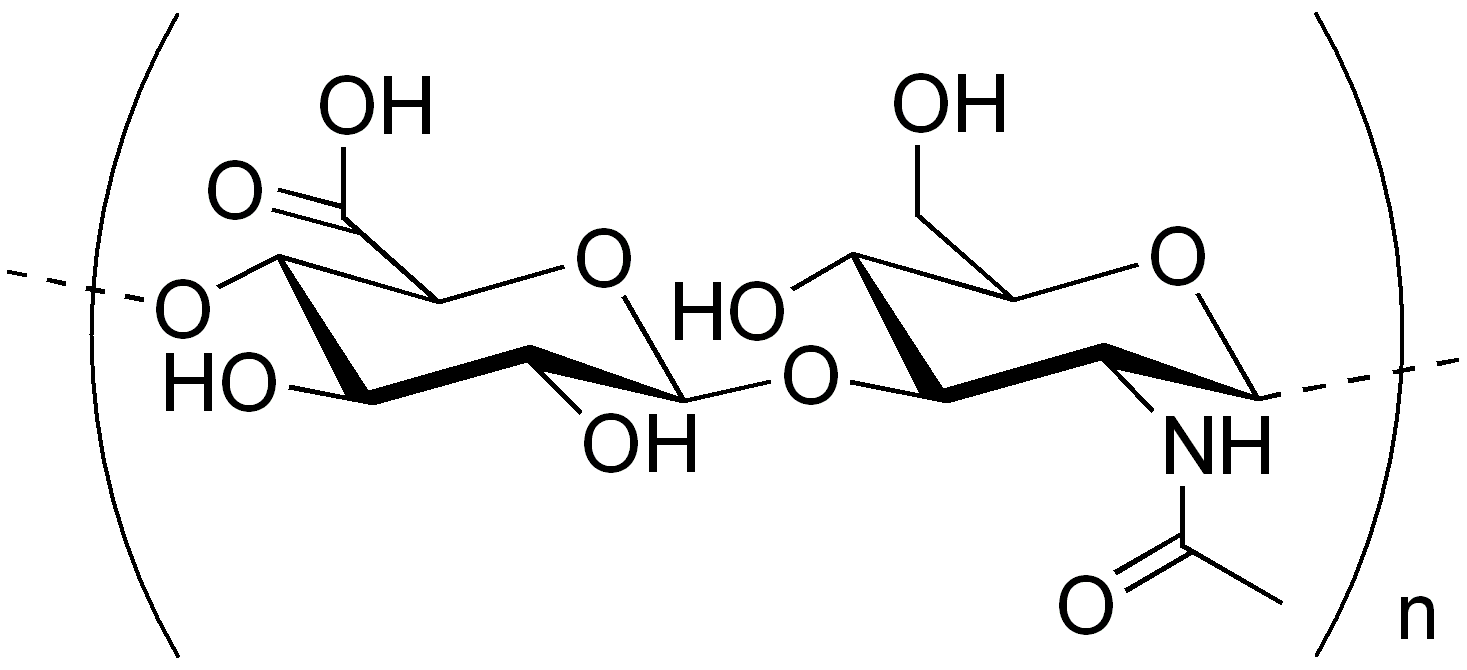
ヒアルロン酸

グリコサミノグリカン（glycosaminoglycan）は、長鎖の通常枝分れがみられない多糖。動物の結合組織を中心にあらゆる組織に普遍的に存在する。狭義のムコ多糖。GAGと略される。
硫酸基が付加した2糖の繰り返し構造からなる。うち1つはアミノ糖（ガラクトサミン、グルコサミン）であり、もう1つはウロン酸（グルクロン酸、イズロン酸）またはガラクトースである。多数の硫酸基とカルボキシル基を持つために、強く負に帯電している。
多くのグリコサミノグリカンは、プロテオグリカンとしてコアタンパク質と呼ばれる核となるタンパク質に付加した形で存在している。唯一の例外は、ヒアルロン酸であり、プロテオグリカンとしては存在していない。
プロテオグリカンは、分泌型（細胞外マトリックス成分）あるいは細胞膜結合型として存在する。

## ムコ多糖
狭義ではグリコサミノグリカンそのものを指すが、広義では、ヘテロ多糖のうち、アミノ糖を含む多糖の総称で動物性粘性物質の事をムコ多糖とよぶ。これには、ムチンなどが含まれる。さらに広義ではアミノ糖を含まないアルギン酸をムコ多糖に含むこともある。

## 主なグリコサミノグリカン
| グリコサミノグリカン                        | 略号           | アミノ糖         | ウロン酸       | 硫酸基 |
| ------------------------------------------- | -------------- | ---------------- | -------------- | ------ |
| ヒアルロン酸                                | HA             | D-グルコサミン   | D-グルクロン酸 | -      |
| コンドロイチン4-硫酸（コンドロイチン硫酸A） | CS             | D-ガラクトサミン | D-グルクロン酸 | O-硫酸 |
| コンドロイチン6-硫酸（コンドロイチン硫酸C） | CS             | D-ガラクトサミン | D-グルクロン酸 | O-硫酸 |
| デルマタン硫酸（コンドロイチン硫酸B）       | DS             | D-ガラクトサミン | L-イズロン酸   | O-硫酸 |
| ケラタン硫酸                                | KS             | D-グルコサミン   | D-ガラクトース | O-硫酸 |
| ヘパラン硫酸                                | HS             | D-グルコサミン   | L-イズロン酸   | N-硫酸 |
| ヘパラン硫酸                                | HS             | D-グルコサミン   | D-グルクロン酸 | O-硫酸 |
| ヘパリン                                    |                | D-グルコサミン   | L-イズロン酸   | N-硫酸 |
| ヘパリン                                    | D-グルクロン酸 | D-グルコサミン   | O-硫酸         |        |